# Rhegmatorhina hoffmannsi
Rhegmatorhina hoffmannsi е вид птица от семейство Thamnophilidae. Видът е почти застрашен от изчезване.

## Разпространение
Видът е разпространен в Бразилия.